# Burnham (Buckinghamshire)
Pour les articles homonymes, voir Burnham.
Burnham est une paroisse civile et un village du Buckinghamshire, en Angleterre.